# ورونیک ترینکه
ورونیک ترینکه (فرانسوی: Véronique Trinquet‎؛ زادهٔ ۱۵ ژوئن ۱۹۵۶) شمشیرباز اهل فرانسه بود.
وی در مسابقات کشوری و بین‌المللی در مجموع برندهٔ ۱ مدال نقره شده‌است.